# Sobecký gen (kniha)
Sobecký gen (původní angl. název The Selfish Gene) je významné vědecko-populární literární dílo britského zoologa a evolučního biologa Richarda Dawkinse. V této knize přichází Dawkins s popisem genu jako hlavní jednotky v evoluci života (tzv. genocentrická teorie, též teorie sobeckého genu). Podle tohoto názoru není přírodní výběr orientován na jedince nebo skupinu jedinců, ale na samotný gen, přičemž termín gen je definován jako delší sekvence DNA, která v sobě kóduje jednu určitou fenotypovou vlastnost svého nositele.
Kniha je také známá propagací teorie memů, imaginárních částic, které jsou nositeli a replikátory informací a působí ve společenstvech živých organismů, zejména u člověka.